# 10 Timer til Paradis
10 Timer til Paradis è un film del 2012 diretto da Mads Matthiesen.
È stato presentato al Sundance Film Festival 2012 con il titolo Teddy Bear.

## Trama
Dennis, trentottenne culturista danese, non ha mai avuto una ragazza e vive con l'anziana e possessiva madre Ingrid vicino a Copenaghen.
Un giorno suo zio Bent sposa una donna più giovane della Thailandia. Credendo che viaggiare sia positivo per il nipote, Bent gli organizza un viaggio in Thailandia; al momento di partire, Dennis racconta a sua madre, scontenta di questo viaggio, che sta andando in Germania per partecipare ad una gara di bodybuilding.
Inizialmente confuso per la nuova realtà in cui si trova, col passare dei giorni Dennis comincia ad ambientarsi, specialmente dopo l'incontro con Scott, un uomo di mezza età americano che vive in Thailandia. Una sera Scott invita Dennis in un bar frequentato da anziani signori in cerca di prostitute che lavorano per Scott. Nonostante una certa diffidenza, Dennis porta una di loro nella sua camera d'albergo, ma lo squallore della situazione gli impedisce di avere un rapporto sessuale.
Il mattino dopo Dennis va in una palestra, dove conosce Prap, anche lui culturista, col quale si sente in sintonia per la loro comune passione. Prap presenta Dennis a Toi, una ragazza del posto. Comincia così a vedersi con lei e una sera si baciano appassionatamente, si abbracciano e si addormentano l'uno nelle braccia, senza avere rapporti sessuali.
Tornato in Danimarca, racconta tutto alla madre, che lo accusa di essere un turista sessuale e gli proibisce di vedere di nuovo Toi. Lui accetta, ma organizza segretamente l'arrivo di Toi in Danimarca. Consapevole che la madre non accetterebbe questa relazione, evita di presentare Toi a Ingrid, dicendole che la madre e molto malata e che deve accudirla. Un giorno Dennis e Toi incontrano casualmente Ingrid in un centro commerciale, che scopre così tutto. Tornato a casa, la madre gli rivela che le sue insicurezze derivano dal fatto che era stata abbandonata dal padre di Dennis prima che lui nascesse. Dennis è ormai deciso a diventare indipendente, prende le sue cose e le dà un bacio d'addio, per poi salire in auto con Toi e dirigersi verso la loro nuova casa.